# Georges Casse
Georges Casse – francuski kierowca wyścigowy.

## Kariera
W swojej karierze wyścigowej Casse poświęcił się startom w wyścigach Grand Prix oraz w wyścigach samochodów sportowych. W latach 1923, 1926-1928 Francuz pojawiał się w stawce 24-godzinnego wyścigu Le Mans. W pierwszym sezonie startów odniósł zwycięstwo w klasie 1.1, plasując się jednocześnie na dwunastym miejscu w klasyfikacji generalnej. Trzy lata później powtórzył sukces z poprzedniego sezonu, a w klasyfikacji generalnej uplasował się na dziewiątej pozycji. W 1927 roku stanął na drugim stopniu podium w klasie 1.1, kończąc wyścig na trzeciej pozycji. W sezonie 1928 ponownie był drugi.